# Аборти на Мальті

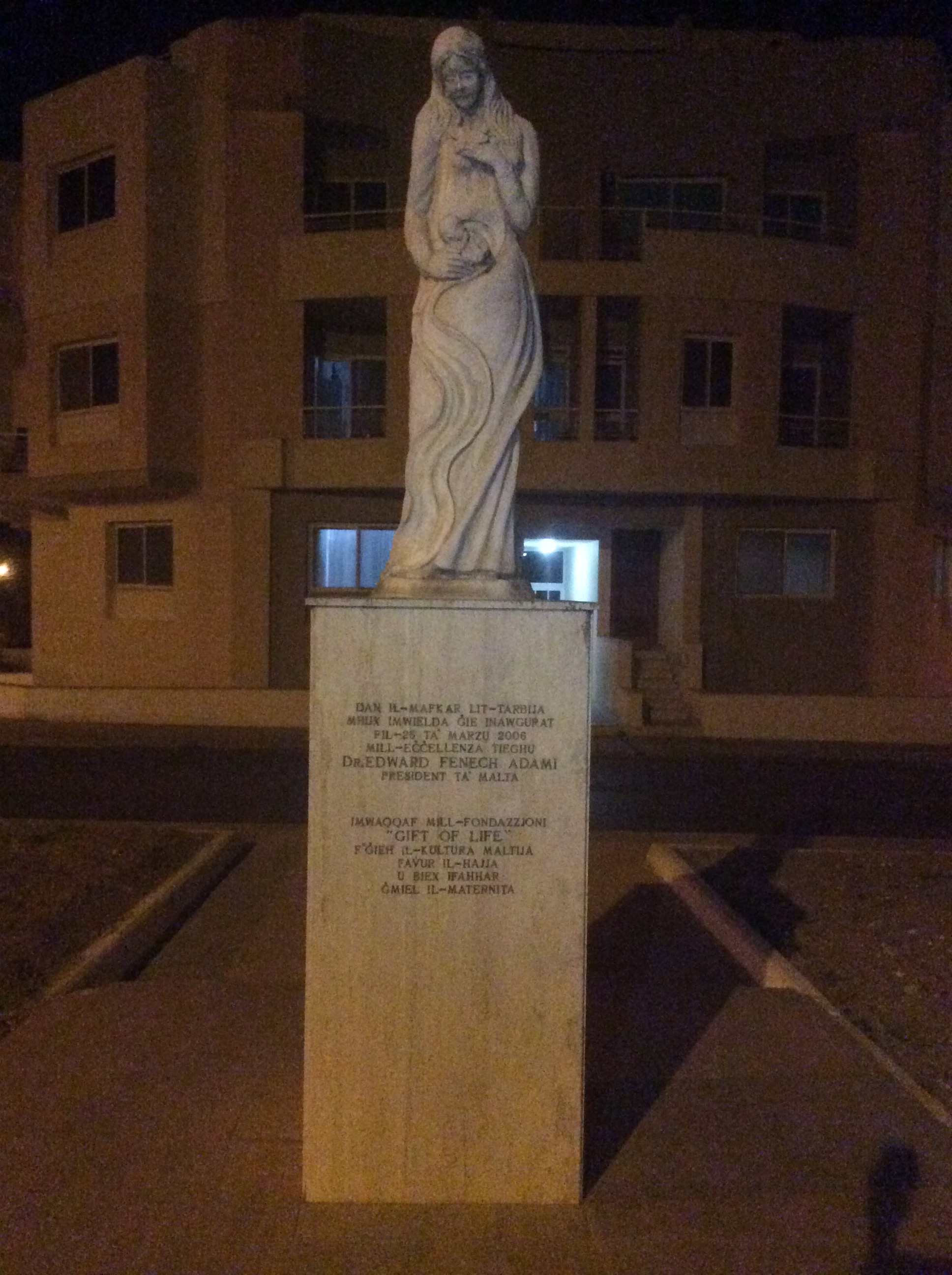
Пам'ятник ненародженій дитині на головній дорозі між Мостою і Накксаром

Де-юре аборти на Мальті незаконні. Мальта є єдиною країною в Європейському Союзі, у якій аборти повністю заборонені. Втім, як і в інших європейських країнах, фактичне становище відрізняється від букви закону. Кримінальний кодекс говорить:
"(1) Той, хто за допомогою будь-якої їжі, напоїв, з допомогою медичних засобів або насильства, або будь-якими іншими засобами, доведе до викидня будь-яку жінку з дитиною, за згодою жінки або без неї, повинен, у разі засудження, нести відповідальність у вигляді позбавлення волі на строк від 18 місяців до трьох років";
"(2) Тому самому покаранню підлягає жінка, яка робить собі викидень, або яка погоджується на використання засобів, за допомогою яких здійснюється викидень."
Тоніо Бордж, мальтійський політик, прагнув внести конституційну поправку, яка повністю забороняє аборт, але цього не було зроблено.